# Saint-Saturnin (Lozère)
 Saint-Saturnin  es una población y comuna francesa, situada en la región de Languedoc-Rosellón, departamento de Lozère, en el distrito de Mende y cantón de La Canourgue.

## Demografía
| 108 | 79 | 79 | 65 | 63 | 73 | 66 | 64 | 63 | 63 | 62 | 60 |
| Para los censos de 1962 a 1999 la población legal corresponde a la población sin duplicidades (Fuente: INSEE [Consultar]) |    |    |    |    |    |    |    |    |    |    |    |